# George Frampton

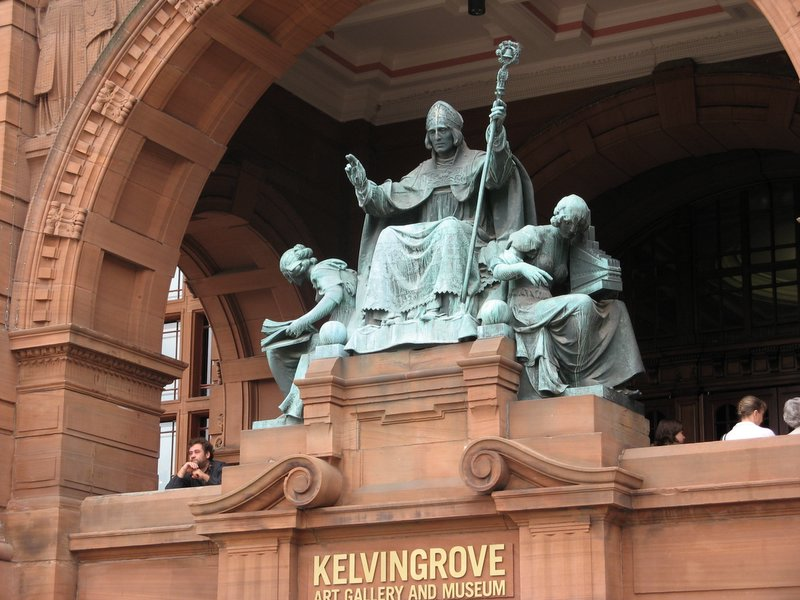
St. Mungo as the Patron of Art and Music (San Mungo como patrón de las Artes y la Música), Kelvingrove Art Gallery and Museum, Glasgow

George Frampton, RA (18 de junio de 1860 en Londres-21 de mayo de 1928) fue un notable escultor británico y activo miembro del movimiento Nueva Escultura (del inglés: New Sculpture).

## Datos biográficos

### Primeros años y carrera
Frampton, londinense de padre cantero, comenzó su vida laboral en una oficina de arquitectos tras estudiar con William Silver Frith en el City and Guilds of London Art School (antigua Lambeth School of Art). Luego ingresó en la Royal Academy Schools, donde ganó la Medalla de Oro y una beca de viaje y estudios. Desde 1887 a 1890 Frampton se comprometió a proseguir sus estudios y trabajar en el estudio de Antonin Mercie en París.
Frampton regresó a Inglaterra y tomó posesión de su cátedra en la Slade School of Art en 1893.
Contrajo matrimonio con la artista Christabel Cockerell y tuvo un hijo, el pintor y grabador Meredith Frampton.

### Consagración
Frampton fue nombrado en 1902 miembro de la Real Academia de las Artes y en 1911 se convirtió en su Presidente. En 1908 recibió la Orden del Imperio Británico (OBE) .

## Obras sobresalientes
Entre las más notables esculturas públicas de George Frampton  se incluyen la figura de Peter Pan tocando un juego de flautas, los leones del British Museum y el monumento a Edith Cavell que se alza frente a la National Portrait Gallery , Londres. Existen siete fundiciones en bronce de la estatua de Peter Pan, preparadas por encargo de J. M. Barrie. Las estatuas están situadas en 
- Kensington Gardens, Londres, Inglaterra
- Sefton Park, Liverpool, Inglaterra (1928)
- Egmontpark Bruselas, Bélgica (1924)
- Camden, New Jersey, Estados Unidos
- Queens Gardens de Perth, Australia Occidental, Australia (1925)
- Glenn Gould Park de Toronto, Canadá (1929)
- Bowring Park , San Juan de Terranova, Newfoundland, Canadá,(1937).

Un buen número de obras suyas pueden también verse en la restaurada Iglesia de San James de Warter en Yorkshire.
Otras esculturas de George Frampton son:
- St. Mungo as the Patron of Art and Music (San Mungo como patrón de las Artes y la Música) , Kelvingrove Art Gallery and Museum, Glasgow
- memorial Quintin Hogg (1845–1903) en Portland Place Londres

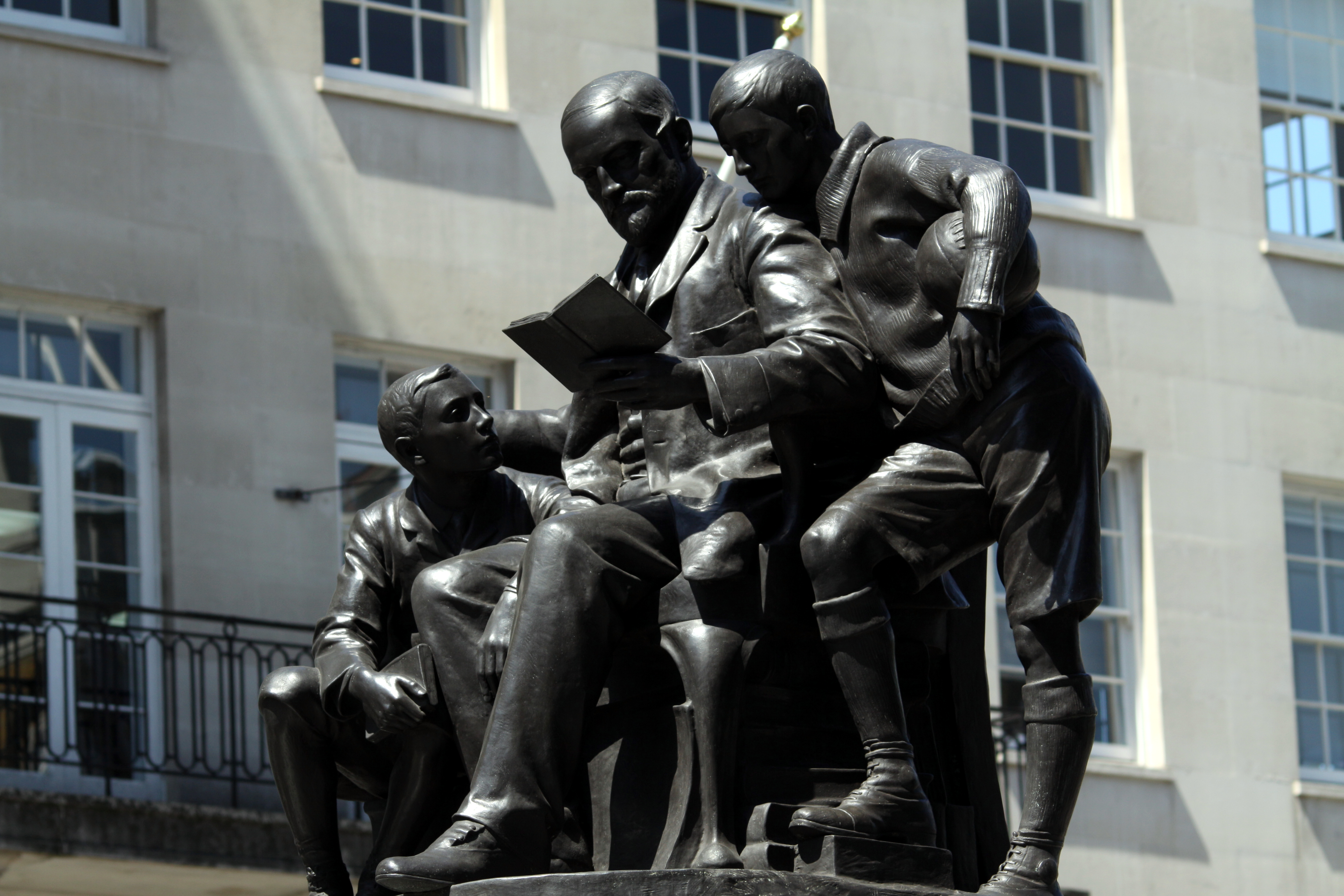
mémorial Quintin Hogg (1845–1903)
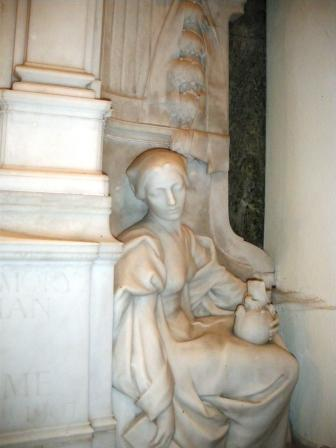
memorial de Sir George Frampton (detalle) St James' Church, Warter
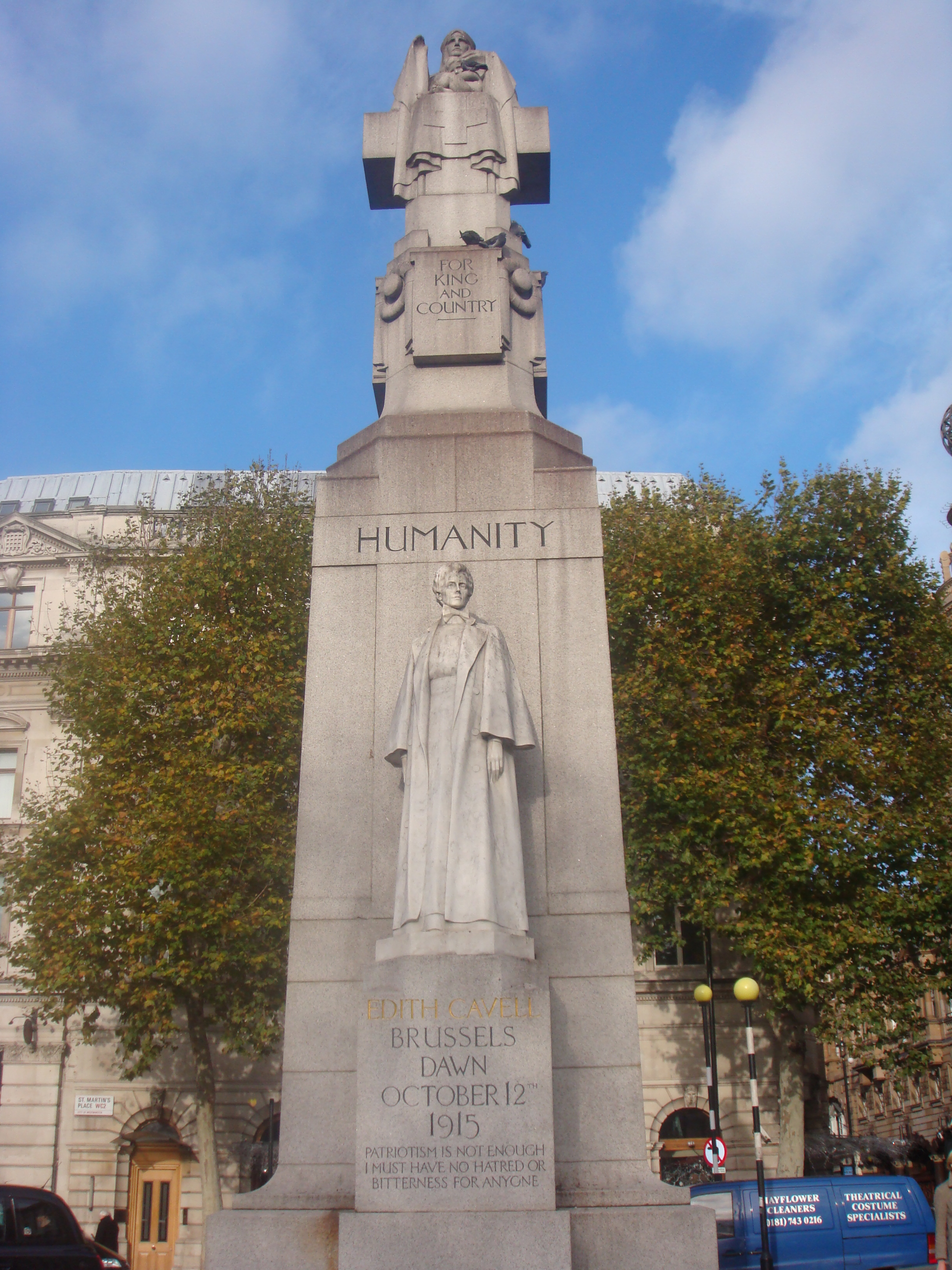
Estatua de Edith Cavell en Londres
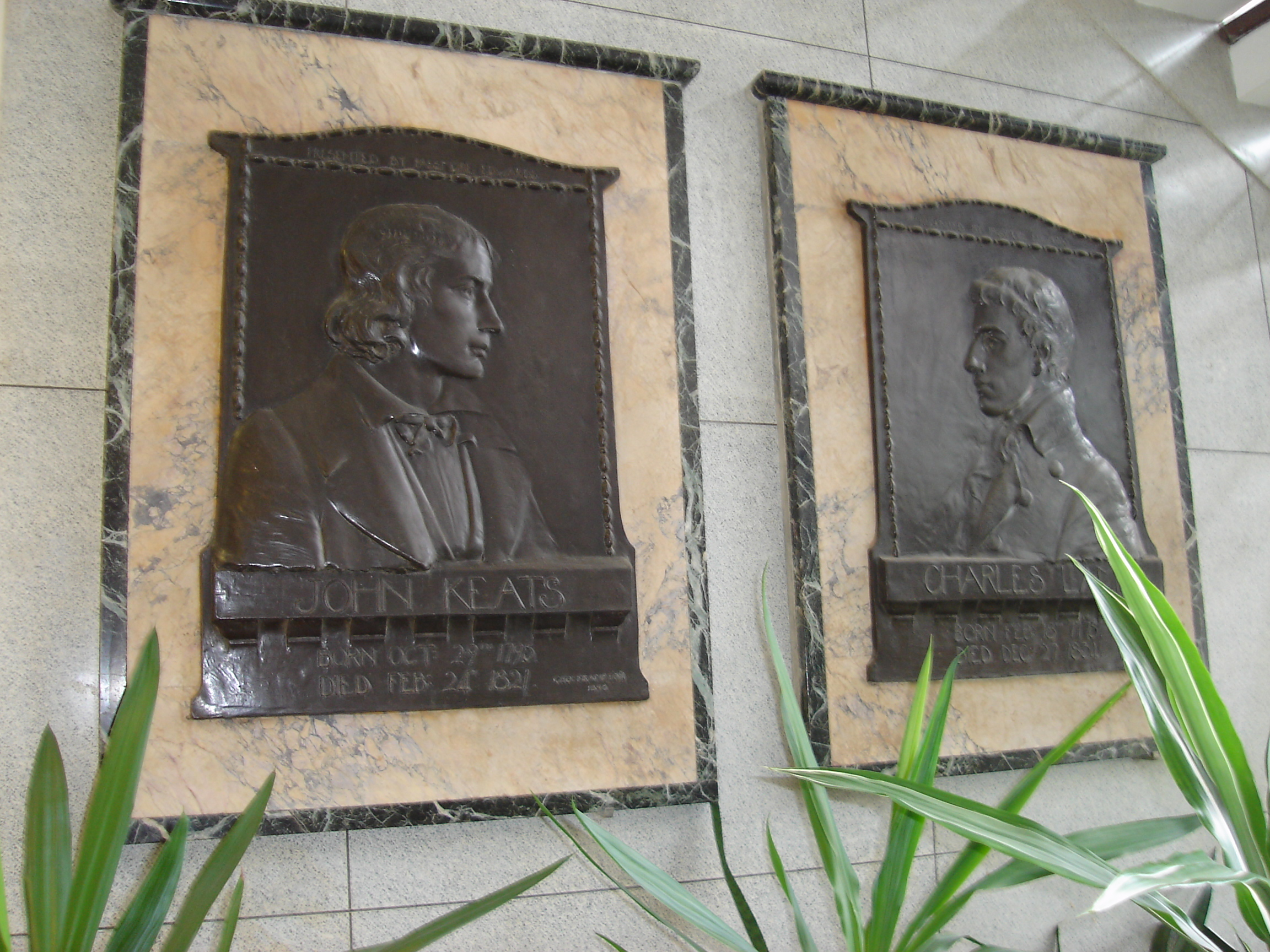
Relieves de Charles Lamb y John Keats